# 신한국민당
신한국민당(新韓國民黨)은 1947년 6월 22일 안재홍·박용희(朴容羲) 등 한국독립당 혁신파가 미소공동위원회 참가를 반대하는 한국독립당의 당론에 반발하여 한국독립당으로부터 분리 결성한 정당이다. 1947년 10월 20일 신한국민당, 민중동맹(民衆同盟), 신진당(新進黨), 건민회(健民會), 민주통일당(民主統一黨) 등 5개 정당이 해체 및 통합하여 민주독립당(民主獨立黨)이 결성되었다.

## 역사
1947년 6월 22일 안재홍·박용희(朴容羲) 등 한국독립당 혁신파는 미소공동위원회 참가를 반대하는 한국독립당의 당론에 반발하여 한국독립당으로부터 신한국민당을 분리 결성하였다. 위원장 박용희(朴容羲), 부위원장 미정, 총무부 李相駿, 조직부 權寧萬, 선전부 嚴雨龍, 재무부 趙憲植, 연락부 金洙喆, 중앙위원 안재홍 박용희(朴容羲) 외 45명으로 구성되었다. 정책위원회는 안재홍, 趙憲植, 柳驥烈, 嚴雨龍, 金琦煥, 許佩龍, 尹錫龜, 김원봉으로 구성되었다.
1947년 7월 24일 신한국민당, 좌우합작위원회, 신진당, 민중동맹, 천도교보국당은 구국대책위원회와 관련이 없다는 성명을 발표하였다.
1947년 9월 8일 김병로의 민중동맹(民衆同盟), 김평(金乎)·김원용(金元容)의 신진당(新進黨), 안재홍·박용희(朴容羲)의 신한국민당, 이극로의 건민회(健民會), 홍명희의 민주통일당(民主統一黨) 등 5개 정당이 홍명희를 중심으로 합당을 준비하고 있다는 공동성명이 발표되었다.
1947년 9월 11일 홍명희·안재홍·김병로 등이 신당발기위원회 제1회 회의를 갖고 부서 결정을 하였다.
1947년 10월 20일 신한국민당, 민중동맹(民衆同盟), 신진당(新進黨), 건민회(健民會), 민주통일당(民主統一黨) 등 5개 정당이 해체 및 통합하여 민주독립당(民主獨立黨)이 결성되었다.